# Pentaphyllum strigosum
Pentaphyllum strigosum là loài thực vật có hoa trong họ Hoa hồng. Loài này được (Pursh) Lunell mô tả khoa học đầu tiên năm 1916.